# 牛込郵便局
牛込郵便局（うしごめゆうびんきょく）は東京都新宿区にある郵便局。民営化前の分類では集配普通郵便局であった。
フジテレビの本社が河田町にあった時代は、番組宛ての郵便物の宛先が「郵便番号162-88（かつては162-91） 東京都牛込局区内 フジテレビ」だったため、一定の世代からの知名度は高い。

## 概要
住所：〒162-8799 東京都新宿区北山伏町1-5

### 併設施設
- ゆうちょ銀行牛込店（本店牛込出張所）：取扱店番号010050

### 分室
分室はなし。過去に存在した分室は以下のとおり。
- 若松分室 - 1945年（昭和20年）に廃止。

## 沿革
- 1871年（明治4年）旧1月 - 牛込岩戸町に川島十郎兵衛切手売捌所が開設[2]。
- 1872年（明治5年）旧3月 - 牛込郵便取扱所として設置[2]。
- 1872年（明治5年）旧6月 - 牛込郵便仮役所となる[2]。
- 1874年（明治7年）7月 - 牛込郵便役所となる[2]。
- 1875年（明治8年）1月1日 - 牛込郵便分局となる。同年5月2日に貯金預所を設置[2]。
- 1876年（明治9年）2月10日 - 為替取扱所を設置[2]。
- 1883年（明治16年）5月23日 - 牛込郵便支局となる[2]。
- 1886年（明治19年）4月26日 - 東京牛込郵便支局に改称[2]。
- 1890年（明治23年）7月1日 - 東京牛込郵便電信支局となる[2]。
- 1903年（明治36年）4月9日 - 牛込通寺町へ移転するとともに、東京牛込郵便局（二等）となる[2]。
- 1906年（明治39年）1月1日 - 牛込郵便局に改称[2]。
- 1938年（昭和13年）6月26日 - 東京市牛込区通寺町から、同市同区山伏町に局舎を移転。同日、等級を二等から一等に改定[3]。早稲田郵便局の廃止に伴い、取扱事務を継承[4]。
- 1943年（昭和18年）6月1日 - 牛込区若松町に若松分室を設置[5]。
- 1945年（昭和20年）10月1日 - 若松分室を廃止[6]。
- 1962年（昭和37年）3月3日 - 和文電報受付および電話通話業務を開始[7]。
- 1998年（平成10年）9月1日 - 外国通貨の両替および旅行小切手の売買に関する業務取扱を開始
- 2007年（平成19年）10月1日 - 民営化に伴い、併設された郵便事業牛込支店、ゆうちょ銀行牛込店に一部業務を移管。
- 2012年（平成24年）10月1日 - 日本郵便株式会社の発足に伴い、郵便事業牛込支店を牛込郵便局に統合。
- 2017年（平成29年）2月6日 - ゆうゆう窓口の24時間営業を廃止。

## 取扱内容

### 牛込郵便局
- 郵便、印紙、ゆうパック、内容証明
- 生命保険、バイク自賠責保険、がん保険、引受条件緩和型医療保険
- 新宿区内の一部地域（〒162-xxxx）の集配業務
- ゆうゆう窓口

### ゆうちょ銀行牛込店
- 貯金、貸付、為替、振替、振込、国際送金、外貨両替、国債、投資信託、変額年金保険
- ATM

## 周辺
- 国立印刷局
- 牛込警察署
- 防衛省、陸上自衛隊市ヶ谷駐屯地
- 東京都立市ヶ谷商業高等学校
- 河田町ガーデン（フジテレビ旧本社跡）

## アクセス
- 都営大江戸線 牛込神楽坂駅から徒歩約6分
- 都営バス 牛込北町停留所もしくは山伏町停留所下車
- 首都高池袋線 早稲田出口から南へ、または飯田橋出入口から西へそれぞれ約1.5km
- 大久保通り沿い
- 駐車場あり：6台